# Tachyeres leucocephalus
El pato vapor cabeza blanca (Tachyeres leucocephalus), también llamado patovapor cabeciblanco o quetru de cabeza blanca, es un ave anseriforme de la familia de las anátidas considerada endémica de Argentina. También tiene registros no confirmados en el sur de Chile. Su distribución se limita a la costa en la provincia de Chubut. Se le considera abundante dentro de su distribución. Es un pato incapaz de volar, la hembra del pato volador de cabeza blanca es similar a la del Tachyeres patachonicus.

## Características
Su longitud total es de 61 a 74 cm, siendo un Tachyeres grande, con un peso de 3,8 kg aproximadamente. No se conocen subespecies.

## Hábitat
Su hábitat son las costas marinas de dicha provincia argentina, donde hay rocas en la playa o litoral. Frecuenta las bahías y se le ve en las islas cerca de la costa continental. No frecuenta los lagos de agua dulce. Como todos los patos vapores son aves agresivas que defienden su territorio. La población de esta especie se estima en 5000 individuos.